# Терні (провінція)
Провінція Терні (італ. Provincia di Terni) — провінція в Італії, у регіоні Умбрія. 
Площа провінції — 2 122 км², населення — 234 330 осіб.
Столицею провінції є місто Терні.

## Географія

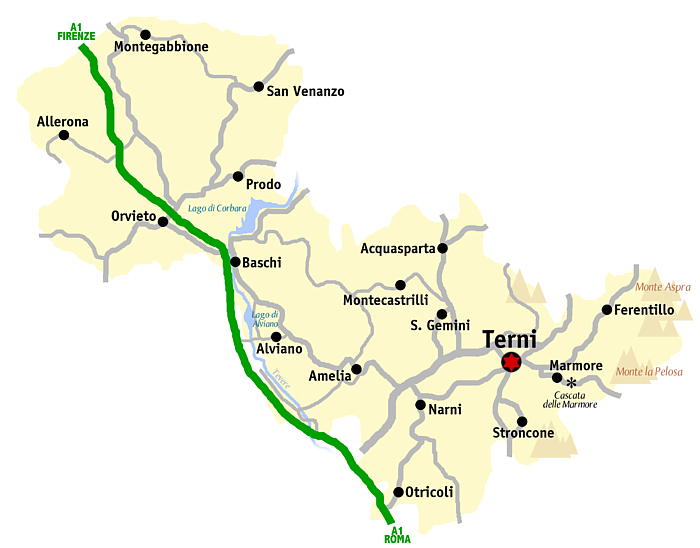
Мапа провінції

Межує на півночі з провінцією Перуджа, на сході, півдні і заході з регіоном Лаціо (провінцією Рієті і провінцією Вітербо), на північному заході з регіоном Тоскана (провінцією Сьєна).